# 洞窟の獣
『洞窟の獣』(どうくつのけもの、英語: The Beast in the Cave) は、ハワード・フィリップス・ラヴクラフトによって書かれた小説である。1904年春ごろから1905年4月ごろにかけて執筆されたラヴクラフトの最初期の作品のひとつで 、『ザ・ヴェイグラント』誌の1918年6月号で発表された。
洞窟内を観光中に道に迷った主人公が、怪異に遭遇した経緯を語るという体裁の短編怪奇小説である。

## あらすじ
主人公はマンモスケーブの観光ツアーの最中、巨大な洞窟内でツアーガイドらとはぐれ、一人で道に迷ってしまった。
数時間も歩き回った末、灯りも消えてしまいどうすることもできない状況で、主人公は何かの生き物が少しずつ自分の方へ近づいてくる音を耳にする。
主人公は暗闇の中で手近な石灰岩の塊をつかみ、至近距離に近づいたその生物にそれを投げつける。岩は命中し生き物はその場に倒れこんだ様子だった。主人公もその場を離れようと移動したところ、さらに別の音が聞こえてきた。ツアーガイドが彼を探しに来たことに気付いた彼は夢中でそちらに向かい、ガイドと合流することが出来た。
主人公は先ほどの出来事をガイドに話し、二人で生き物が倒れた場所へ戻ってみた。灯りで照らすと、それは今まで見たこともない類人猿の一種のようで、体毛は少なく異常に白い体色であった。
するとその生物が突然起き上がり、声を発した後、再び倒れて絶命した様子であった。その声を聞いた主人公とガイドは、その生物が、長い年月を洞窟内の暗闇で過ごした人間であると気付いたのである。

## 背景・その他
- ロードアイランド州プロヴィデンス在住のラヴクラフトは実際にケンタッキー州のマンモスケーブを訪れた経験は無く、地元の図書館で資料を調べて本作を執筆した[4]。なお、マンモスケーブは1941年に国立公園に指定され、1981年には世界遺産の指定を受けたが、本作の執筆当時は既に観光地化が始まっており洞窟観光業者が多数乱立していたような時期であった。
- ラヴクラフトは後年、若い作家志望者を指導する際に本作の原稿のコピーを送付し、自分が彼らと同年代のころにどのようなものを書き、どのように文章を推敲していたのか、という参考資料として使用していた。

## 収録
- 国書刊行会『定本ラヴクラフト全集1』矢野浩三郎監訳 / 佐藤嗣二訳 『洞窟に潜むもの』
- 創元推理文庫『ラヴクラフト全集7』大瀧啓裕訳 『洞窟の獣』
- 星海社FICTIONS『狂気の山脈にて 新訳クトゥルー神話コレクション6』森瀬繚訳 『洞窟のけだもの』